# USS Scranton (SSN-756)
Za druga plovila z istim imenom glejte USS Scranton.
USS Scranton (SSN-756) je jedrska jurišna podmornica razreda Los Angeles.